# هیجان همه این‌ها
هیجان همه این‌ها (انگلیسی: The Thrill of It All) دومین آلبوم استودیویی از خواننده و ترانه‌نویس بریتانیایی سم اسمیت است. این آلبوم در ۳ نوامبر ۲۰۱۷ ازطریق کپیتال رکوردز منتشر شد.

## زمینه
در ۶ اکتبر ۲۰۱۷، اسمیت از طریق توئیتر خود اعلام کرد که آلبوم دومش با عنوان «هیجان همه این‌ها» در ۳ نوامبر ۲۰۱۷ منتشر می‌شود. این دومین آلبوم کامل اسمیت پس از اولین آلبوم موفقیت‌آمیز در ساعت تنهایی (۲۰۱۴) است که ۱۲ میلیون نسخه در سراسر جهان فروخته‌است.

## فهرست ترانه
| نسخه استاندارد | نسخه استاندارد                | نسخه استاندارد |
| شماره          | نام                           | مدت            |
| -------------- | ----------------------------- | -------------- |
| ۱.             | «خیلی تو خداحافظی‌ها خوبم»     | ۳:۲۱           |
| ۲.             | «اول بگو»                     | ۴:۰۷           |
| ۳.             | «یکی از آخرین ترانه»          | ۳:۱۲           |
| ۴.             | «قطار نیمه شب»                | ۳:۲۷           |
| ۵.             | «سوزش»                        | ۳:۲۳           |
| ۶.             | «به او»                       | ۳:۱۰           |
| ۷.             | «عزیزم، تو مرا دیوانه می کنی» | ۳:۲۷           |
| ۸.             | «بدون صلح» (با همراهی یی‌با)   | ۴:۴۳           |
| ۹.             | «قصر»                         | ۳:۰۷           |
| ۱۰.            | «نماز»                        | ۳:۴۱           |
| مجموع مدت:     | مجموع مدت:                    | ۳۵:۳۸          |

| نسخه خاص قطعه‌های جایزه | نسخه خاص قطعه‌های جایزه  | نسخه خاص قطعه‌های جایزه |
| شماره                  | نام                     | مدت                    |
| ---------------------- | ----------------------- | ---------------------- |
| ۱۱.                    | «چیزی برات باقی نمانده» | ۳:۴۶                   |
| ۱۲.                    | «هیجان همه این‌ها»       | ۳:۲۸                   |
| ۱۳.                    | «ستاره‌ها»               | ۳:۰۳                   |
| ۱۴.                    | «یک روز یک‌بار»          | ۳:۲۹                   |
| مجموع مدت:             | مجموع مدت:              | ۴۹:۲۴                  |